# Монумент советско-болгарской дружбы (Старый Оскол)
Монумент советско-болгарской дружбы — памятник, расположенный на северной части бульвара Дружбы в городе Старый Оскол Белгородской области.
Открыт 8 сентября 1979 года как символ дружбы между народами Советского Союза и Социалистической Болгарии, проявившимся в советско-болгарском сотрудничестве в ходе строительства Юго-Западного жилого массива Ямского поля, Стойленского горно-обогатительного комбината и Оскольского завода металлургического машиностроения. Расположен в историческом центре Юго-Западного района, между микрорайонами Весенний и Молодогвардеец, недалеко от здания АПК «Стойленская Нива».

## Описание
Памятник представлен в виде колонны, на которой установлено две мужские фигуры, один из них в каске и кирзовых сапогах. Их руки, как символ дружбы, скреплены братским рукопожатием двух народов.

## Культурное значение
Является памятником истории, зарегистрирован в соответствующем реестре[каком?] под номером 596. Охраняется государством Российской Федерации и Республикой Болгария.  